# Virginie au bain
Virginie au bain est un tableau réalisé par le peintre français Henri Frédéric Schopin en 1843-1844. Cette huile sur toile illustre un passage de Paul et Virginie, le roman de Jacques-Henri Bernardin de Saint-Pierre publié en 1788. Elle représente la jeune Virginie assise au bord d'une source dans la jungle de l'île de France.
Exposée au Salon parisien de 1844, l'œuvre est conservée depuis 2024 au musée Léon-Dierx, à Saint-Denis de La Réunion. Ce musée d'art accueille en tant que dépôt du musée de Villèle, à Saint-Paul, une autre peinture faisant partie du même cycle, et qui présente le même format ogival, Paul et Virginie dans la forêt.

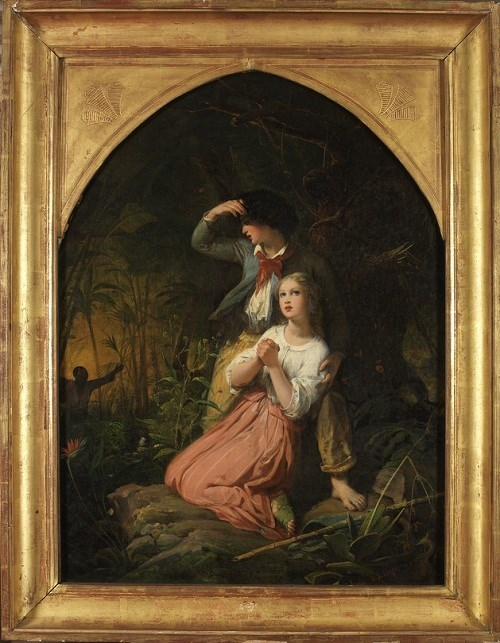
Paul et Virginie dans la forêt, 1841 – Musée Léon-Dierx, Saint-Denis.